# 岡本文弥 (新内節太夫)
岡本 文弥（おかもと ぶんや、本名：井上 猛一、1895年〈明治28年〉1月1日 - 1996年〈平成8年〉10月6日）は、日本の新内節の太夫、新内節岡本派五代目家元、新内節研究家、随筆家、俳人。

## 略歴
東京・谷中上三崎南町に生まれる。父・田崎源次郎は煉瓦職人、母・とらは新内語りの鶴賀若吉(のちに三世・岡本宮染)。幼少時より母親から浄瑠璃を習い、1913年(大正2年)、富士松加賀路太夫を名乗る。早稲田大学中退後、文芸誌の編集者をしながら、夜は新内を流す日々を過ごす。1923年(大正12年)母と共に独立して岡本派を再興、岡本宮太夫を名乗り、後に岡本文弥と改名。母の幼女で妹でもある三味線の名手、四世・岡本宮染とコンビを組み、母から多くの貴重な古曲を継承すると共に、生来の文才を生かして次々と新作を発表。永井荷風の元妻である藤蔭静樹、藤間勘妙ら舞踊家と共に新内舞踊のジャンルを開拓して高い評価を得た。また、山本安英、村山知義ら築地小劇場を中心としたプロレタリア演劇の旗手たちとも交流を持ち、「西部戦線異状なし」「太陽のない街」などの反戦と労働者のための新内節も創作。「赤い新内」「左翼新内」とも称されて評判となった。
新内節研究書の他、随筆家、俳人としても多くの書籍を出版。1969年から1970年まで『中央公論』に自伝「芸流し人生流し」を連載。永六輔など邦楽界以外の文化人との交流やメディア出演も多く、満101歳の生涯を現役で通し、新内節の継承と普及に大きく貢献した。
妻は五世・岡本宮染。三世・岡本宮之助（三世・岡本宮古太夫）は四世・岡本宮染の孫で、岡本文弥は大叔父に当たる。
なお、古浄瑠璃の太夫の名跡である岡本文弥と、新内節の岡本文弥の名前には直接の関係はない。

## 受賞歴等
- 昭和32年(1957年) 芸術選奨文部大臣賞受賞。
- 昭和32年(1957年) 無形文化財新内節記録保持者に指定。
- 昭和36年(1961年) 芸術祭参加作品『旅人かえらず』で邦楽演奏家・平井澄子と競演。芸術選奨奨励賞受賞。
- 昭和39年(1964年) 日本民族芸能代表として初訪中。以後十数回に渡り訪中を果たし中国曲芸に親しむ。
- 昭和43年(1968年) 紫綬褒章受章。
- 昭和46年(1971年) 大西信行作詞による『円朝恋供養』で芸術祭優秀賞受賞。
- 昭和49年(1974年) 勲四等旭日小綬章受章。
- 昭和63年(1988年) 松尾芸能賞優秀賞受賞。
- 平成2年(1990年) 伝統文化ポーラ大賞受賞。
- 平成5年(1993年) 98歳の時に韓国の従軍慰安婦問題を取り上げた新作『ぶんやアリラン』を発表して話題となる。
- 平成7年(1995年) 日本芸能実演家団体協議会（芸団協）芸能功労者。

## 著作
- 『新内軟派 歌詞と考察』坂本書店 1926
- 『新内集』川津書店 1926
- 『新選新内集』川津書店 1930
- 『岡本染之助川津正子一周忌のために』川津書店 1936
- 『岡本文弥歌集 みちのくあけくれ』春草会 1949
- 『芸渡世』三月書房 1962
- 『おかもとぶんや句集 びんぼうにんじょうぼん』緑の笛豆本の会 1962
- 『ひそひそばなし』三月書房 1963
- 『文弥芸談』同成社 1963
- 『谷中寺町・私の四季』三月書房 1963
- 『つま竜 ひな絵本』真珠社 1964
- 『縁でこそあれ』同成社 1965
- 『岡本文弥歌集 みちのくれんぼ』緑の笛豆本の会 1965
- 『花かんざし ひなえほん 岡本宮子浮世ばなし』真珠社 1965
- 『曲芸など 曲芸とは、大衆芸能、寄席演芸のこと 中国みやげ話』三月書房 1965
- 『遊里新内考』同成社 1967
- 『定本新内集』同成社 1969
- 『芸人ふぜい帖』同成社 1970
- 『芸流し人生流し』中央公論社 1972
- 『新内曲符考』同成社 1972
- 『新内四季』同成社 1973
- 『邦楽手帖』同成社 1973
- 『中国の芸と芸人』三月書房 1973、1965年出版の『中国の芸と芸人』三月書房刊の改題・加筆版
- 『ぶんやの邦楽手帖』同成社 1973
- 『紫朝哀唱』同成社 1976
- 『蘭蝶』同成社 1976
- 『花かんざし』同成社 1977
- 『金沢西廓』同成社 1977
- 『迎春花 ぶんや歌・句集』同成社 1978
- 『芸流し人生流し』文庫版 中央公論社 1978
- 『宮染四代』同成社 1978
- 『新内浄瑠璃古正本考』同成社 1979
- 『吉原』同成社 1979
- 『ぶんやぞうし 岡本文弥ずいひつ集 芸談など 』新日本出版社 1980
- 『三国・丸山・島の内』私家版 1980
- 『一葉しのぶぐさ』同成社 1981
- 『こちよれまくら 私の新内歳時記』明治書院 1982
- 『谷中寺町・私の四季』改訂新装版 三月書房 1984
- 『桃栗三年あと八年』三月書房 1986
- 『句集汗駄句々々』三月書房 1989
- 『邦楽いろは歌留多 岡本文弥随筆集』邦楽社(邦楽新書)1990
- 『句集汗駄句々々』新装改訂版 三月書房 1992
- 『歌集 味噌・人・文字』三月書房 1993
- 『本牧亭追慕』緑の笛豆本の会 1993
- 『赤い新内まんじゅしゃげ』大月書店 1993
- 『百歳現役 なんとなくあしたがたのしい』海竜社 1994
- 『ぶんやかたりぐさ』新日本出版社 1996
- 『残ンの色香 遺句集』三月書房 1997
- 『岡本文弥の手紙』吉田左喜編 三月書房 1998

## ディスコグラフィー

### レコード
- 蘭蝶(若木仇名草) キングレコード 1963
- 明烏(明烏夢泡雪) キングレコード 1963
- 子宝三番叟、宝船 日本ビクター 1966
- 比翼の初旅(桶伏)、明烏夢泡雪(下・雪責)日本ビクター 1966
- 蘭蝶(若木仇名草) 日本コロムビア 1968
- 道中膝栗毛(赤坂並木段)、鶴女房 日本コロムビア 1971
- 明烏夢泡雪(雪責の段)、十三夜 日本コロムビア 1973
- 岡本文弥「新内古曲選」テイチク 1981 LPレコード８枚組

### CD
- おもしろニッポン「新内」「琵琶」編 日本コロムビア 2008
- 赤い新内まんじゅしゃげ 大月書店 1993 本とCD
- 岡本文弥白寿記念 十八番新内二題 テイチクエンタテインメント 1993
- 古典芸能ベスト・セレクション「新内」ビクター 2014
- CD『岡本文弥 新内珠玉集』テイチクエンタテインメント 2014

## 参考図書
- 林えり子『岡本文弥新内一代記 ぶんや泣き節くどき節』朝日新聞社 1983
- 森まゆみ『長生きも芸のうち～岡本文弥百歳』毎日新聞社 1993
- 森まゆみ『長生きも芸のうち～岡本文弥百歳』ちくま文庫 筑摩書房 1998
- 平岡正明『新内的』批評社 1990